# Floscopa glomerata
Floscopa glomerata là một loài thực vật có hoa trong họ Commelinaceae. Loài này được (Willd. ex Schult. & Schult.f.) Hassk. mô tả khoa học đầu tiên năm 1870.